# Makarapa

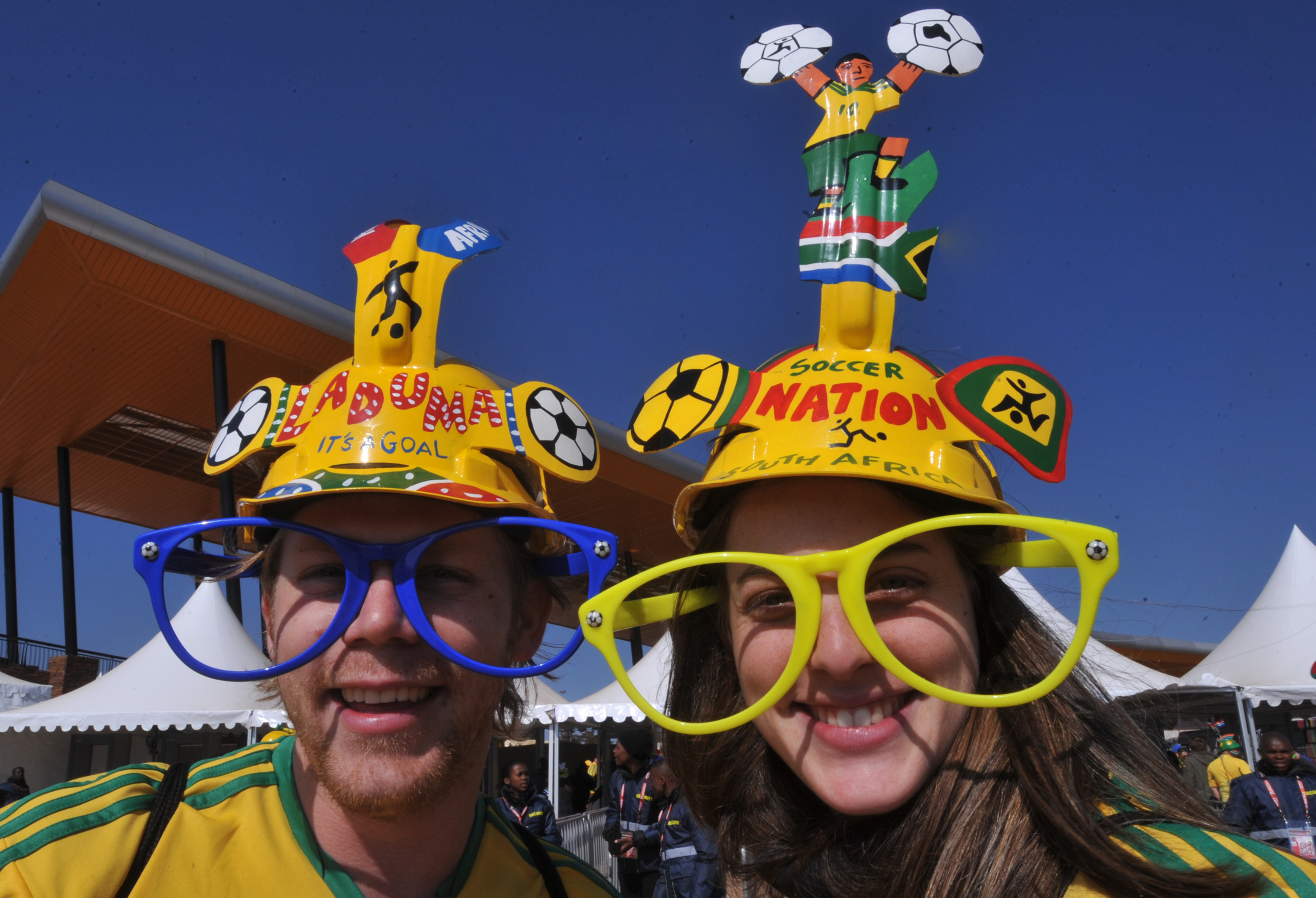
Deux supporters sud-africains coiffés de makarapas à la Coupe du monde de football 2010.

Le makarapa est un casque de chantier coupé, muni de cornes et peint à la main porté par les supporters de football sud-africains.